# A.C.D. Pro Dronero
ACD Pro Dronero là một câu lạc bộ bóng đá Ý có trụ sở tại Dronero, Piedmont.

## Lịch sử

### Thành lập
Câu lạc bộ được thành lập vào năm 1913.

### Serie D
Trong mùa giải 2012-13 đội lần đầu tiên được thăng hạng, từ Eccellenza Piedmont đến Serie D

## Màu sắc và huy hiệu
Màu của đội là màu đỏ.

## Danh hiệu
- Eccellenza:
  - Play-off (1): 2012-13
  - Vô địch (1): 2017-18